# Sphingomonas paucimobilis
Espèce
Synonymes
- Pseudomonas paucimobilis
Holmes et al., 1977

Sphingomonas paucimobilis est une bactérie aérobie strict à Gram négatif du sol, peu mobile avec un unique flagelle polaire. Comme les autres membres du genre Sphingomonas, sa biochimie est remarquable en ce qu'elle utilise une ubiquinone (coenzyme Q10) comme principale quinone respiratoire ainsi que des glycosphingolipides à la place des lipopolysaccharides dans son enveloppe cellulaire. 
S. paucimobilis est capable de dégrader les composés de type biphényle issus de la lignine.

## En médecine
Elle a été impliquée dans différents types d'infections, avec bactériémie d'origine nosocomiale.